# Kaiseraugst
Kaiseraugst (schweizerdeutsch: Chäiseraugscht ˈχæisəɾˌɑuɡʃt) ist eine Einwohnergemeinde im Schweizer Kanton Aargau. Sie gehört zum Bezirk Rheinfelden und liegt im Westen der Region Fricktal sowie im äussersten Nordwesten des Kantons direkt am Rheinufer. Die Gemeinde gehört zu den am stärksten wachsenden Wohn- und Industrieorten der Metropolregion Basel, liegt am Hochrhein und grenzt an Deutschland sowie an den Kanton Basel-Landschaft.
Der Ort ging aus einem spätrömischen Militärlager, dem Castrum Rauracense, hervor, das im Areal der südlich gelegenen antiken Stadt Augusta Raurica errichtet wurde. Auch nach Abzug der römischen Truppen blieb das Kastell von einer römisch geprägten Bevölkerung besiedelt und wandelte sich erst im Laufe des Frühmittelalters zu einem typischen Bauerndorf. Noch heute ist in der Struktur des Ortes der Grundriss des antiken Kastells erkennbar; die Kastellmauer ist in grösserem Umfang oberirdisch erhalten oder rekonstruiert.

## Geographie
Die Gemeinde liegt am Südrand der Oberrheinischen Tiefebene. Der teilweise mäandrierende Violenbach durchschneidet die über einen Kilometer breite Schotterebene in einem rund 20 Meter tiefen Graben und mündet in die Ergolz, die wiederum in den Rhein mündet. Beide Bäche bilden die Grenze zum Kanton Basel-Landschaft und zur Gemeinde Augst. Das alte Zentrum liegt unmittelbar am Ufer des Rheins, ein weiterer historischer Dorfteil an der Ergolzbrücke. Der grösste Teil der Bevölkerung lebt in der Siedlung Liebrüti, die in den 1970er Jahren zwischen der Bahnlinie und dem Violenbach entstanden ist. Östlich davon erstrecken sich weitläufige Industrieanlagen. Ganz im Südosten erheben sich bewaldete Ausläufer des Tafeljuras.
Die Fläche des Gemeindegebiets beträgt 490 Hektaren, davon sind 160 Hektaren bewaldet und 209 Hektaren überbaut. Der höchste Punkt liegt auf 382 m ü. M. im Zankholz, der tiefste auf 261 m ü. M. an der Mündung der Ergolz in den Rhein; dies ist gleichzeitig der tiefstgelegene Punkt des gesamten Kantons Aargau. Nachbargemeinden sind Augst im Westen, Giebenach im Süden, Olsberg im Osten und Rheinfelden im Nordosten. Im Norden grenzt Kaiseraugst an die deutsche Gemeinden Grenzach-Wyhlen und Rheinfelden (Baden).

## Geschichte

### Frühe Besiedlung und spätrömisches Kastell

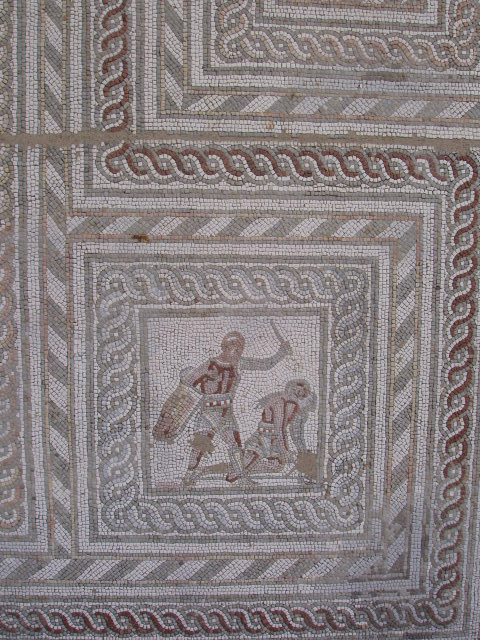
Mosaik aus Augusta Raurica

Der Name Augst geht auf die römische Stadt Augusta Raurica zurück und bezieht sich auf den keltischen Stamm der Rauriker. Die ältere Oberstadt entstand auf dem Terrassensporn zwischen Ergolz und Violenbach, auf dem Gebiet der heutigen Gemeinde Augst. Sie wurde im Jahre 45 v. Chr. gegründet und ist somit die älteste römische Siedlung in der Schweiz. Um etwa 100 n. Chr. entstand am Rhein, auf dem Gebiet des heutigen Kaiseraugst, die Unterstadt mit Flusshafen, Handwerkerquartieren und Handelseinrichtungen.
Nachdem die Oberstadt um 273/274 von den Alamannen zerstört worden war, errichteten die Römer in der Unterstadt ein Kastell, das Castrum Rauracense, das anfangs als Hauptquartier der Legio I Martia diente. Nach dem Abzug der römischen Truppen zu Beginn des 5. Jahrhunderts blieb das Kastell weiterhin bewohnt. Für 346 wurde es in einer Überlieferung des 9. Jahrhunderts als Sitz eines Bischofs genannt, dieser Bericht zu einem Konzil ist jedoch eine nachträgliche Kompilation und quellenkritisch betrachtet fast wertlos. Als das Bistum im 7. Jahrhundert seinen Sitz nach Basel verlegte, verlor die Siedlung an Bedeutung. Zum Bau der mächtigen «Heidenmauer» rund um das Kastell war Abbruchmaterial aus der verfallenen Oberstadt verwendet worden. Mit der Zeit wurde die Heidenmauer durchlöchert und als Steinbruch benutzt.

### Mittelalterliches und frühneuzeitliches Dorf
Im Mittelalter hatte sich beidseits der Ergolzbrücke, wo sich der Zoll und eine Mühle befanden, ein neuer Siedlungsschwerpunkt gebildet. 1442 wurden die Ergolz und der Violenbach zur Grenze: Der westliche Teil der Siedlung gelangte zunächst zur Herrschaft Farnsburg und 1461 schliesslich in den Besitz der Stadt Basel. Der östliche Teil der Siedlung gelangte in den Besitz der Habsburger, hiess zunächst Augst im Dorf und wenig später Kaiseraugst. Die Habsburger verpfändeten nach dem Waldshuterkrieg von 1468 das gesamte Fricktal an Burgund. Als die Burgunder von den Eidgenossen während der Burgunderkriege vernichtend geschlagen worden waren, kam Kaiseraugst 1477 wieder unter habsburgische Herrschaft.
Nach der Reichsreform des österreichischen Kaisers Maximilian I. im Jahr 1491 gehörte Kaiseraugst zu Vorderösterreich und lag in der Landschaft Möhlinbach, einer untergeordneten Verwaltungseinheit der Kameralherrschaft Rheinfelden (ab 1752 im Oberamt Breisgau). Im 17. Jahrhundert gab es kaum längere Friedenszeiten. Der Rappenkrieg, ein Bauernaufstand, dauerte von 1612 bis 1614. Der Dreissigjährige Krieg, der zwischen 1633 und 1638 auch das Fricktal erfasste, warf das Dorf in seiner wirtschaftlichen Entwicklung zurück. Auch während des Pfälzischen Erbfolgekriegs (1688–1697) zogen fremde Truppen durch die Region.
1797 wurde das Fricktal nach dem Frieden von Campo Formio ein französisches Protektorat. Während des Zweiten Koalitionskriegs verlief hier die Frontlinie zwischen den Armeen Frankreichs und Österreichs. Am 20. Februar 1802 wurde Kaiseraugst eine Gemeinde im Distrikt Rheinfelden des Kantons Fricktal, der sich im August der Helvetischen Republik anschloss. Seit dem 19. Februar 1803 gehört die Gemeinde zum Kanton Aargau.
Schon um 1500 hatten sich die Fischer zwischen Hüningen und Säckingen zur Rheingenossenschaft zusammengeschlossen, zu der bald auch die Schiffer und Flösser stiessen. Meist besetzten Kaiseraugster die höchsten Posten dieser Vereinigung. Die Fischerei entwickelte sich im 17. und 18. Jahrhundert zum Hauptgewerbe. Bis zur flächendeckenden Einführung der Eisenbahn im 19. Jahrhundert hatte auch die Flösserei eine hohe Bedeutung, wobei Kaiseraugst ein wichtiger Umschlagplatz war.

### Industrialisierung und moderne Geschichte

Luftansicht (1963)

Das Industriezeitalter in Kaiseraugst begann 1841 mit einer ersten Probebohrung nach Salz und mit der Eröffnung der ersten Saline im Jahr 1843. Am 2. August 1875 erfolgte die Eröffnung der Bözbergeisenbahn zwischen Basel und Brugg. 1888 nahm die erste Zellulosefabrik der Schweiz ihren Betrieb auf. Kurz nach Baubeginn des Wasserkraftwerks Augst-Wyhlen wurde die Saline im Jahre 1909 geschlossen, das Kraftwerk begann 1913 mit der Stromproduktion.

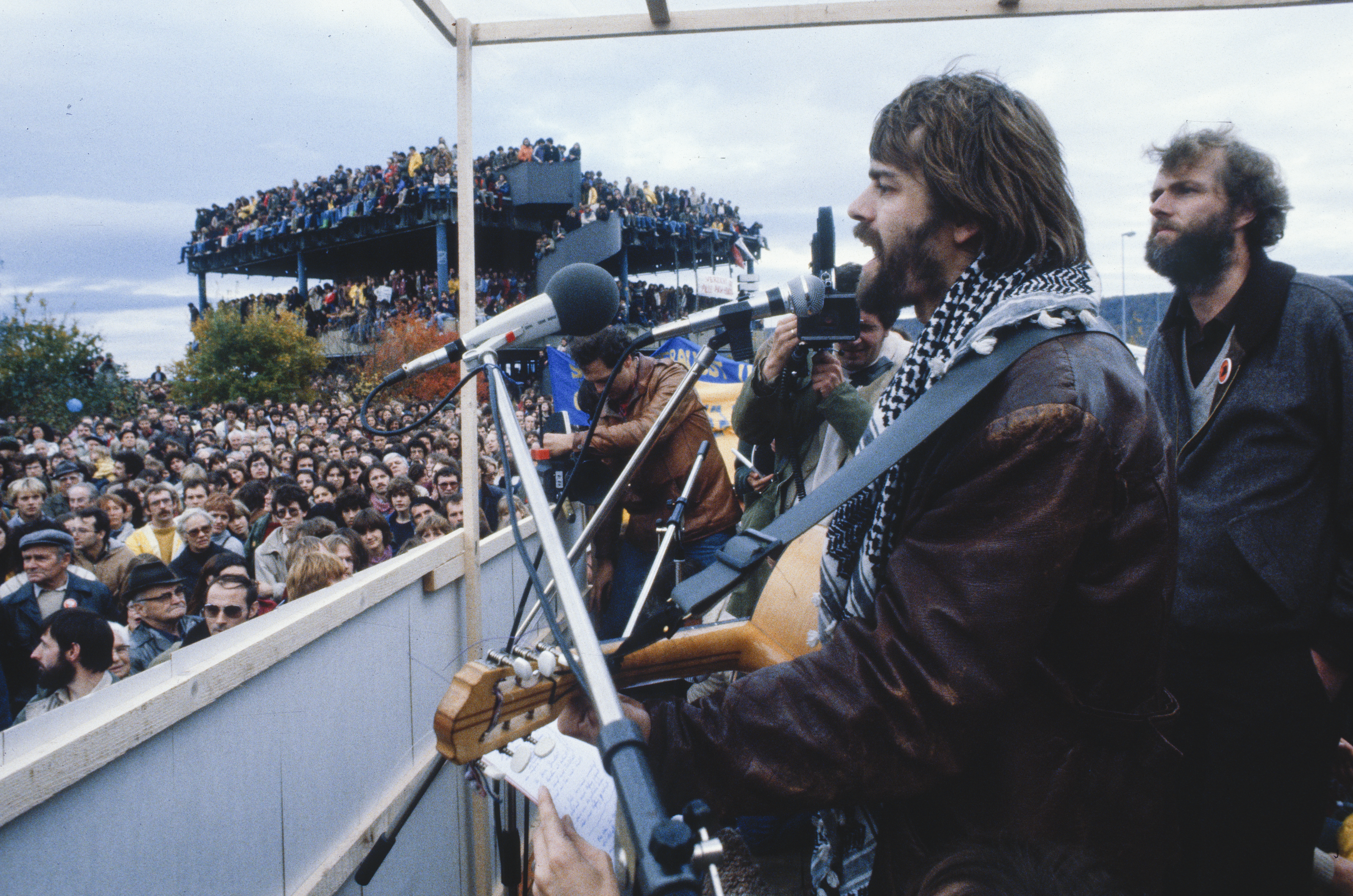
Kundgebung gegen das Kernkraftwerk Kaiseraugst 1983

Ab Mitte der 1960er Jahre erlebte Kaiseraugst einen bisher ungeahnten Aufschwung. Nach dem Bau der Autobahnen siedelten sich zahlreiche Industriebetriebe an, darunter eine grosse Produktionsanlage des Pharmakonzerns Hoffmann-La Roche. Südlich der Eisenbahnlinie entstand der neue Dorfteil Liebrüti. Seither stieg die Einwohnerzahl um fast das Fünffache. In den ersten fünf Jahren des 21. Jahrhunderts wurden östlich der Liebrüti neue Siedlungsflächen geschaffen.
Lange Zeit stand die Gemeinde als Standort für das Kernkraftwerk Kaiseraugst zur Diskussion. Das Projekt scheiterte am erbitterten Widerstand der Bevölkerung und von Umweltschutzkreisen. Die spektakulärste Aktion war 1975 eine elf Wochen andauernde Besetzung des Baugeländes. 1988 wurde das Projekt endgültig fallengelassen.

## Wappen
Die Blasonierung des Gemeindewappens lautet: «In Rot schwarz gefugter weisser römischer Wachtturm, weiss bedacht.» Auf dem Gemeindesiegel von 1811 war ein viereckiger unbedachter Turm abgebildet, der an die römischen Kastelle entlang des Rheins erinnerte. Ab 1915 existierte parallel dazu die heute noch verwendete Version, diese wurde 1960 vom Gemeinderat als verbindlich erklärt.

## Sehenswürdigkeiten

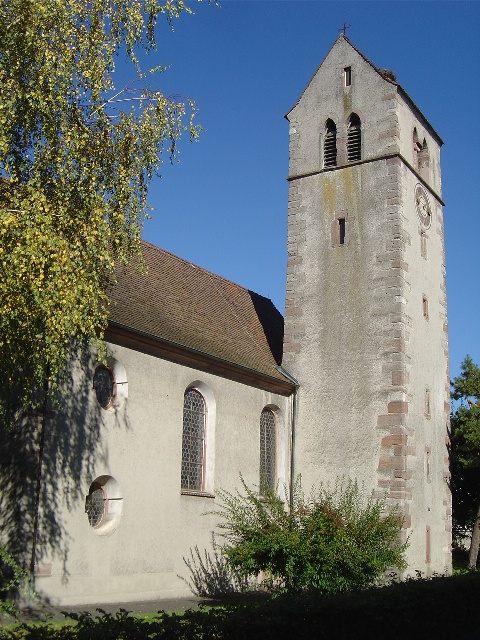
Kirche St. Gallus

Der alte Dorfkern von Kaiseraugst entstand innerhalb der «Heidenmauer», der Befestigung des spätrömischen «Castrum Rauracense». Diese Mauer war bis zu vier Meter dick und acht bis zehn Meter hoch. Es gab mindestens 18 Türme und vier Toranlagen. Der grösste Teil ist zwar verschwunden, doch die Südwestecke ist noch besonders gut erhalten.
An der Nordseite, am Rheinufer, legten Archäologen 1974/75 eine öffentliche Badeanlage frei, besonders das Hypokaustum ist erwähnenswert. 1962 entdeckte man bei Bauarbeiten bei der südlichen Kastellmauer den spätrömischen Silberschatz von Kaiseraugst, bestehend aus reich verzierten Platten, Trinkgefässen, Besteck, 186 Silbermünzen und Medaillons. Diese Gegenstände, die während eines Ansturms feindlicher Truppen dort vergraben worden waren, sind im Römermuseum Augst ausgestellt.
Am Violenbach, nahe der Landstrasse, sind gut erhaltene Reste eines römischen Handels- und Gewerbehauses mitsamt Ziegelbrennofen zu besichtigen. Zwei weitere Ziegelbrennöfen befinden sich am Rande der Liebrüti-Siedlung. In einem Waldstück südlich der Autobahn ist ein tunnelartiger Teil einer römischen Wasserleitung erhalten geblieben.
Im Dorfzentrum befindet sich die christkatholische Kirche St. Gallus. Während des Kulturkampfes wechselte die Mehrheit der Bevölkerung zur christkatholischen Konfession, weshalb die Römisch-Katholiken 1900/01 eine eigene Kirche errichteten.

## Bilder

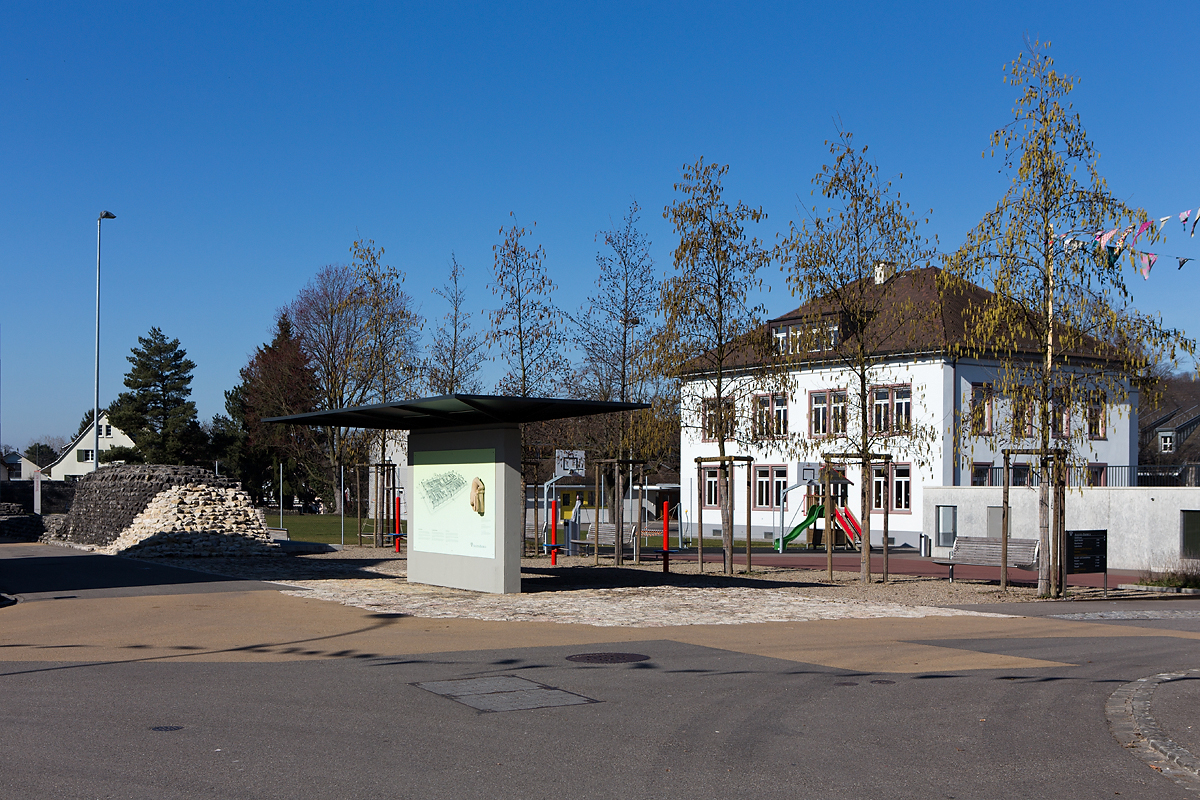
Dorfzentrum
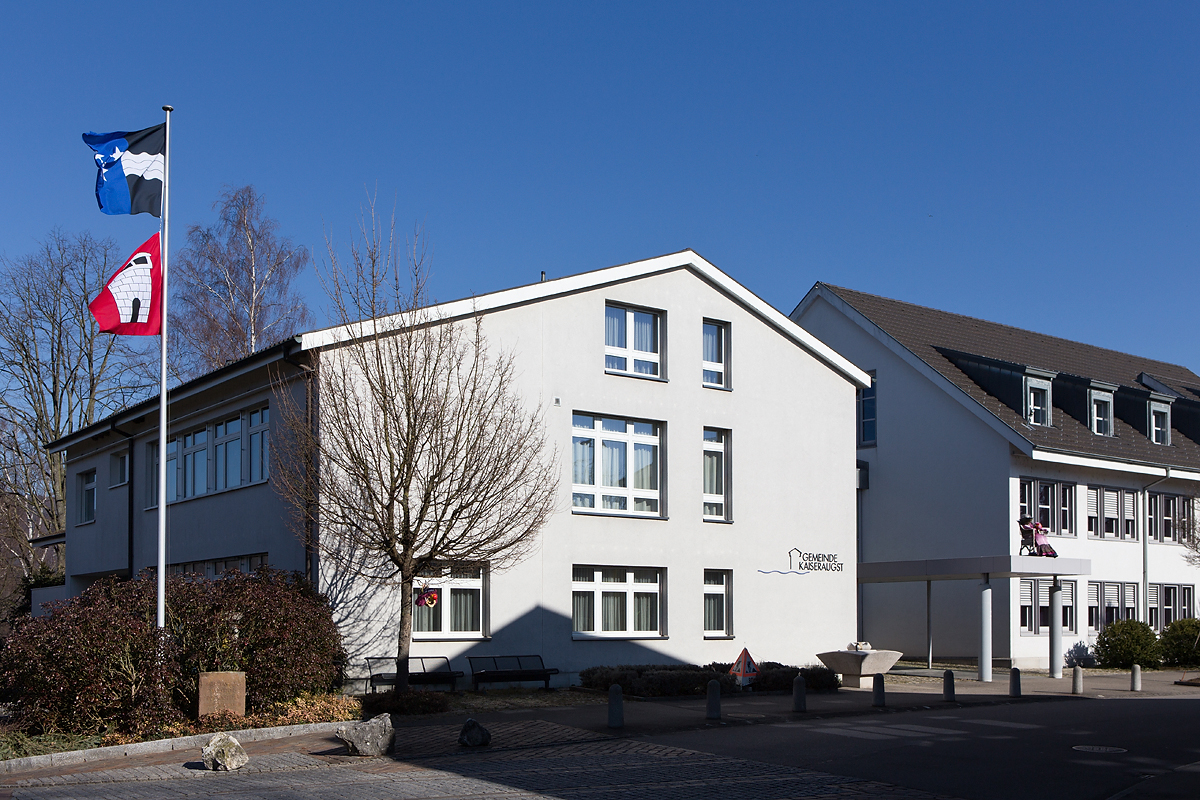
Gemeindeverwaltung
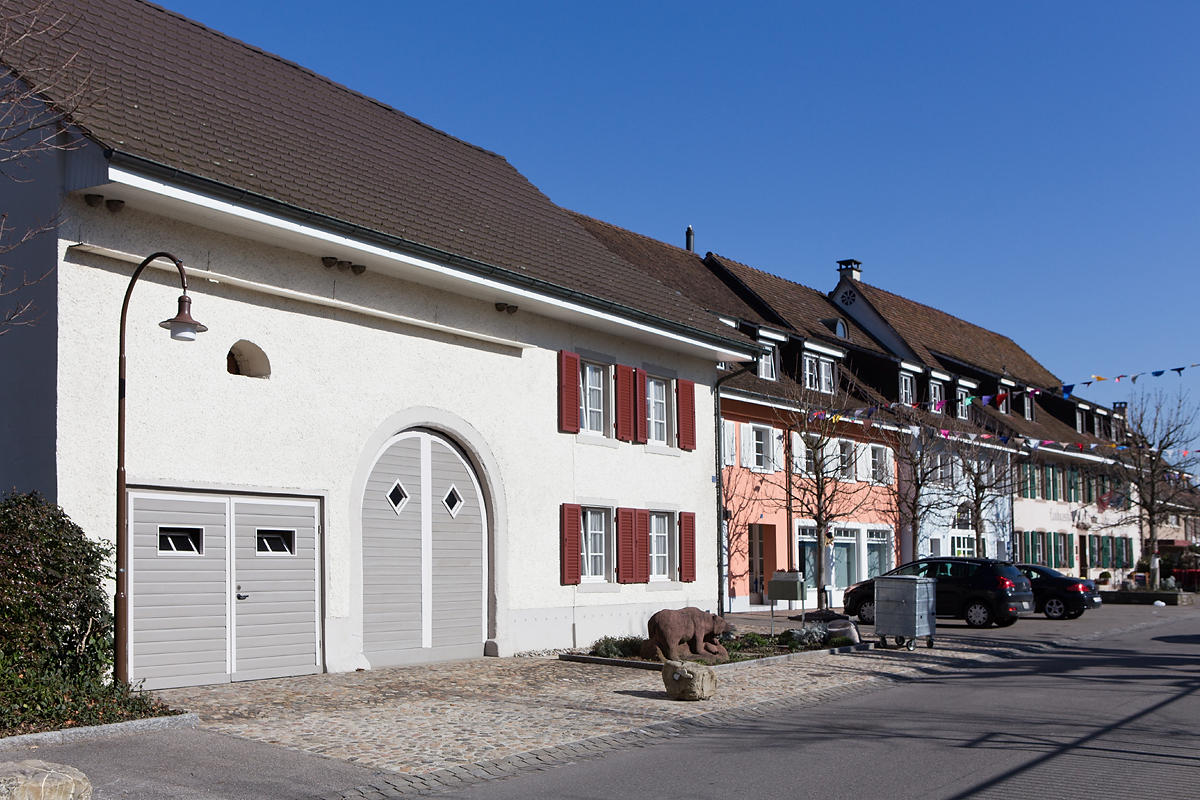
Dorfstrasse
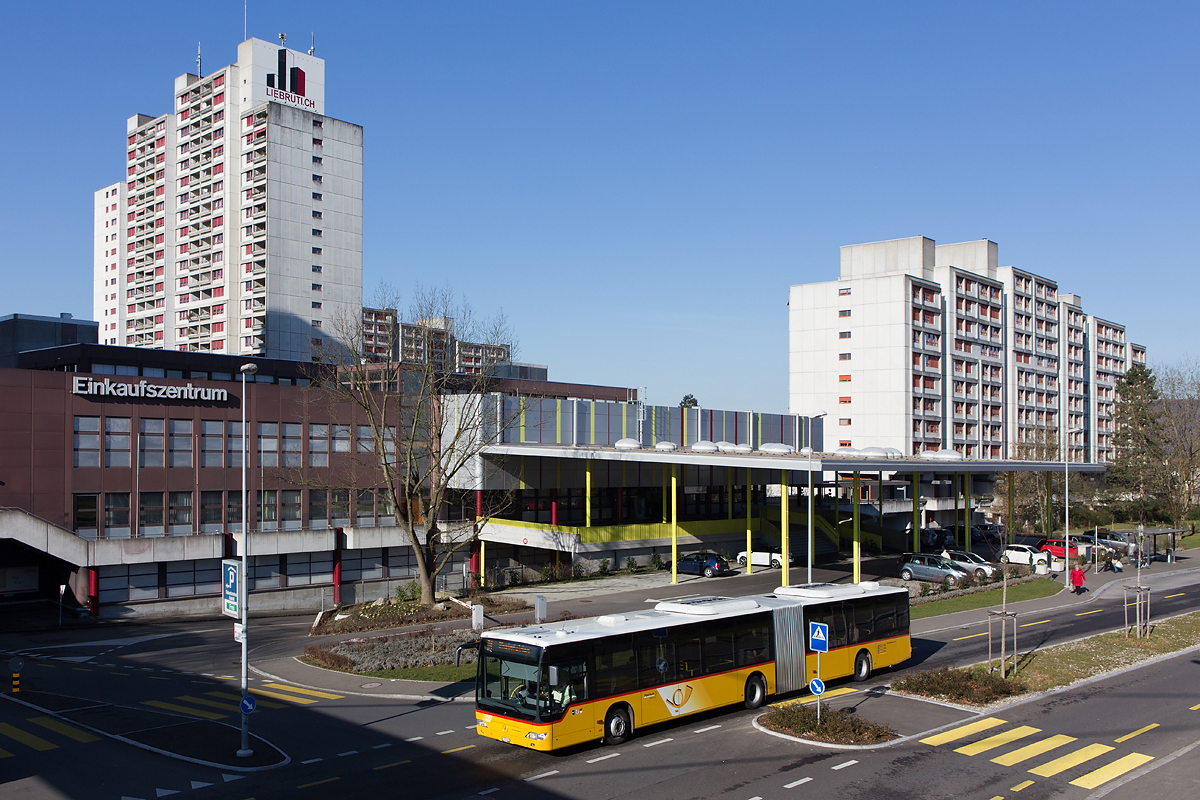
Liebrüti, Einkaufszentrum
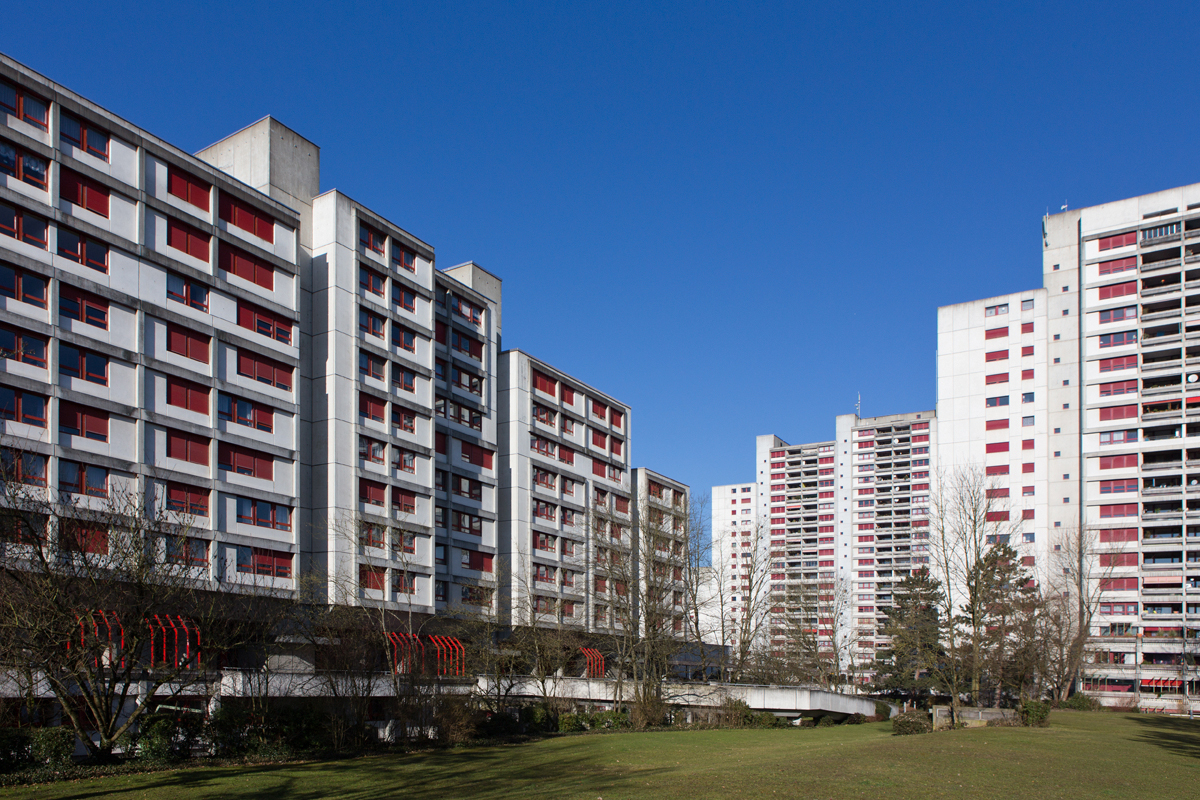
Liebrüti

## Bevölkerung
Die Einwohnerzahlen entwickelten sich wie folgt:
| Jahr      | 1758 | 1850 | 1900 | 1930 | 1950 | 1960 | 1970 | 1980 | 1990 | 2000 | 2010 | 2020 |
| Einwohner | 215  | 405  | 595  | 719  | 852  | 995  | 1311 | 3044 | 3568 | 3917 | 5242 | 5550 |

Am 31. Dezember 2023 lebten 5544 Menschen in Kaiseraugst, der Ausländeranteil betrug 29,8 %. Bei der Volkszählung 2015 bezeichneten sich 27,0 % als römisch-katholisch, 19,7 % als reformiert und 1,1 % als christkatholisch; 52,2 % waren konfessionslos oder gehörten anderen Glaubensrichtungen an. 88,2 % gaben bei der Volkszählung 2000 Deutsch als ihre Hauptsprache an, 2,2 % Italienisch, 1,8 % Französisch, 1,3 % Englisch, 1,0 % Serbokroatisch und Spanisch sowie 0,9 % Albanisch.

## Politik und Recht
Die Versammlung der Stimmberechtigten, die Gemeindeversammlung, übt die Legislativgewalt aus. Ausführende Behörde ist der fünfköpfige Gemeinderat. Er wird im Majorzverfahren vom Volk gewählt, seine Amtsdauer beträgt vier Jahre. Der Gemeinderat führt und repräsentiert die Gemeinde. Dazu vollzieht er die Beschlüsse der Gemeindeversammlung und die Aufgaben, die ihm vom Kanton zugeteilt wurden. Für Rechtsstreitigkeiten ist in erster Instanz das Bezirksgericht Rheinfelden zuständig. Kaiseraugst gehört zum Friedensrichterkreis XIV (Rheinfelden).

## Wirtschaft
In Kaiseraugst gibt es gemäss der im Jahr 2015 erhobenen Statistik der Unternehmensstruktur (STATENT) rund 5200 Arbeitsplätze, davon weniger als 1 % in der Landwirtschaft, 67 % in der Industrie und 32 % im Dienstleistungssektor. Der mit Abstand grösste Arbeitgeber ist der Pharmakonzern Hoffmann-La Roche. Daneben gibt es zahlreiche kleine und mittlere Unternehmen. Viele Erwerbstätige sind Wegpendler und arbeiten in der Stadt oder Agglomeration Basel. In der Asphard befindet sich ein Unterwerk der Atel Holding und von Axpo Power. Dort wird elektrische Energie mit der Nennspannung von 380 kV zwischen Laufenburg, der Agglomeration Basel, dem Kühmoos und Sierentz transformiert.

## Verkehr

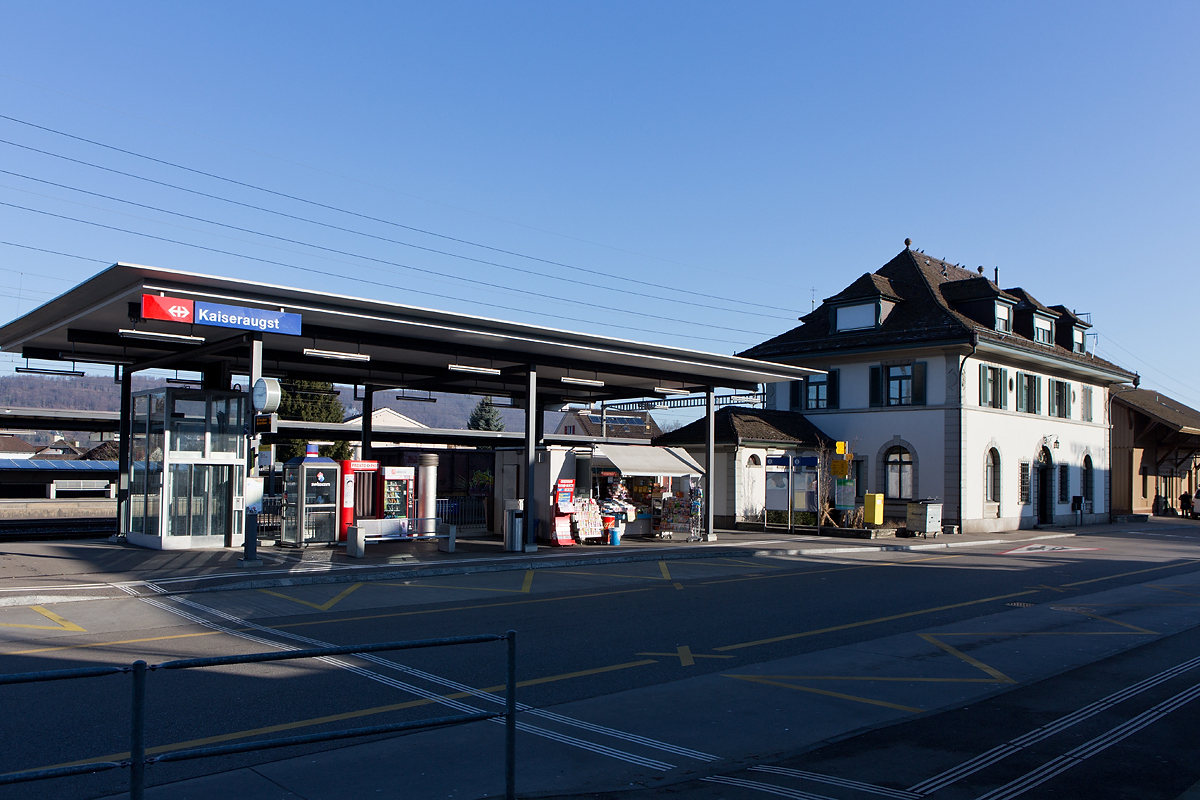
Bahnhof von Kaiseraugst

Kaiseraugst ist verkehrsmässig ausgezeichnet erschlossen. Durch die Gemeinde verläuft die Hauptstrasse 3 zwischen Basel und Zürich. An der Hauptstrasse 2 nach Liestal, in rund zwei Kilometern Entfernung, gibt es eine Anschlussstelle der Autobahn A2. Südlich des Dorfes befindet sich ein Autobahndreieck, an dem die A3 beginnt. Am 7. März 2006 wurde die 4,6 Kilometer lange A861 eröffnet; sie beginnt an der Grenze zu Rheinfelden, überquert den Rhein und führt zur  deutschen A98.

### Schienenverkehr
Der Bahnhof Kaiseraugst liegt an der SBB-Bözbergstrecke zwischen Basel und Zürich. Hier hält die Linie S1 der S-Bahn Basel, die vom Bahnhof Basel SBB nach Frick bzw. Laufenburg verkehrt. An Wochenenden verkehren eine Nacht-S-Bahn von Basel durch das Fricktal nach Brugg.
- S 1 Basel SBB – Rheinfelden – Stein-Säckingen – Frick / Laufenburg (SBB)   Auch Nachts als S1

### Nahverkehr
Das Dorf wird von zwei Linien der AAGL erschlossen und eine Linie der Postauto, die von Kaiseraugst nach Pratteln bzw. von Lupsingen nach Augst bzw. nach Rheinfelden führen
- 72 Lupsingen – Seltisberg – Liestal, Bahnhof – Hersberg – Arisdorf – Giebenach – Kaiseraugst – Augst
- 83 Kaiseraugst – Augst – Pratteln, Bahnhof – Pratteln, Wanne
- 85 (Pratteln, Bahnhof – Kaiseraugst, Liebrüti–) Augarten, Zentrum – Rheinfelden, Bahnhof (Postauto)

### Schiffverkehr
Auf dem Rhein fahren Ausflugsschiffe der Basler Personenschifffahrt nach Basel und Rheinfelden sowie die Fähre Kaiseraugst–Herten nach Deutschland.

## Bildung
Die Gemeinde verfügt über fünf Kindergärten und zwei Schulhäuser, in denen die Primarschule, die Realschule und die Sekundarschule unterrichtet werden. Die Bezirksschule kann in Rheinfelden besucht werden. Aufgrund einer interkantonalen Vereinbarung können Jugendliche aus Teilen des Fricktals das Gymnasium in Muttenz (Kanton Basel-Landschaft) oder in Basel absolvieren.

## Persönlichkeiten
- Gregor Lützelschwab (1794–1860), Regierungsrat und Richter
- Stéphanie Mörikofer (* 1944), Biochemikerin und Regierungsrätin